# تو خیلی زیادی
تو خیلی زیادی (انگلیسی: You Are Too Much؛‏ کره‌ای: 당신은 너무합니다) یک مجموعه تلویزیونی محصول کره جنوبی سال ۲۰۱۷ با بازی اوم جونگ هوا، کو هه سون (جانگ هی جین جایگزین او شد)، کانگ ته اوه و جونگ گیو وون است. این مجموعه از ۴ مارس تا ۲۷ اوت ۲۰۱۷، روزهای شنبه و یکشنبه ساعت ۲۰:۴۵ (کی‌اس‌تی) از ام‌بی‌سی پخش شد.

## بازیگران

### اصلی
- اوم جونگ هوا در نقش یو جی نا / کیم هه جونگ[۲][۱]
- کو هه سون (قسمت ۱–۶) ← جانگ هی جین در نقش جونگ هه دانگ / یو جی نا[۱]
- کانگ ته اوه در نقش لی کیونگ سو / یون سانگ اوه
  - کیم گون وو در نقش جوانی لی کیونگ سو[۱]
- جونگ گیو وون در نقش پارک هیون جون[۱]

### مکمل

#### خانواده هه دانگ
- کانگ نام گیل در نقش جونگ کانگ شیک
- شین دا اون در نقش جونگ هه جین
- کیم کیو سون در نقش جونگ هه سونگ
- جونگ هه نا در نقش جونگ هه سو

#### خانواده هیون جون
- جون کوانگ ریول در نقش پارک سونگ هوان
- جونگ هه سون در نقش سونگ کیونگ جا
- لی هوا یونگ در نقش چوی کیونگ ئه
- سون ته-یونگ در نقش هونگ یون هی
- یی رو در نقش پارک هیون سونگ
- یون آ جونگ در نقش گو نا کیونگ

#### خانواده هه جین
- کیم بو یون در نقش بک می سوک
- کیم هیونگ بوم در نقش یون بونگ سو
- لی جه اون در نقش یون بونگ سون
- جونگ هیون جون در نقش یون جی هون
- به یون کیونگ در نقش جی ها
- چوی جونگ وو در نقش جونگ وو

### سایر
- چوی جونگ وون در نقش ایم چول وو